# Иванов, Павел Васильевич (предприниматель)
Павел Васильевич Иванов (15 января 1867, Катайское, Пермская губерния — 12 июня 1932, Харбин, Северо-Маньчжурский особый район, Маньчжоу-го) — русский общественный деятель и предприниматель. Председатель Совета Временного областного правительства Урала в 1918 году.

## Биография
Павел Иванов родился 15 января 1867 года в семье купца-хлеботорговца Василия Никитича Иванова в селе Катайском Катайской волости Камышловского уезда Пермской губернии, ныне город Катайск — административный центр Катайского муниципального округа Курганской области (по другим данным — в селе Бобровском Бобровской волости Екатеринбургского уезда Пермской губернии, ныне посёлок Бобровский — административный центр Бобровской сельской администрации  Сысертского городского округа Свердловской области).
Учился в Екатеринбургском реальном и Московском высшем императорском техническом училищах, в 1890 году получил образование инженера-механика. До 1900 года руководил работой мельницы отца в селе Бобровском, Екатеринбургский уезд, а после открытия в 1900 году товарищества «Братья Ивановы» стал его распорядителем и сделал товарищество одной из самых больших на Урале мукомольных предприятий.
В 1900 году был избран гласным Екатеринбургского уездного и Пермского губернского земств, а в 1902 году стал гласным Екатеринбургской городской думы. Благодаря хорошей деловой хватке, высокой трудоспособности стал видным деятелем земского и городского самоуправления, регулярно переизбирался в состав этих органов до 1919 года.
С 1903 года плодотворно сотрудничал со всероссийским союзом мукомолов, участвовал в региональных и всероссийских съездах этой организации, на которых несколько раз избирался уполномоченным Западно-Сибирского мукомольного района. 
Весной 1905 года вместе с купцами А.Е. Борчаниновым и П.С. Первушиным ездил в Лондон для организации сбыта уральской пшеничной муки-крупчатки на английском рынке. В 1905 году стал председателем Екатеринбургской товарной и горнопромышленной биржи. В том же году стал членом партии кадетов. В 1906 году принимал участие в организации издания лояльной к партии газеты «Уральский край». Иванов активно сотрудничал с рядом общественных организаций Екатеринбурга: библиотекой имени В. Г. Белинского, воспитательным домом имени С. А. Петрова, обществом взаимного кредита, семейно-педагогическим кружком и прочими. При его активном участии созданы Пермский университет и Уральский горный институт в Екатеринбурге, а сам Екатеринбург превращен в крупный железнодорожный узел.
С началом Первой мировой войны принимал участие в создании городских и уездных организаций по оказанию помощи семьям запасных, а в 1915 году избран председателем Уральского военно-промышленного комитета. В 1917—1919 годах принимал участие в работе Заводского совещания Уральского района, выдвигал свою кандидатуру от партии кадетов в Учредительное собрание. В декабре 1917 года избран председателем всероссийского союза мукомолов.
С августа по 26 октября 1918 года занимал должность председателя и главноуправляющего министерством торговли и промышленности во Временном областном правительстве Урала, весной 1919 года был назначен Главноуполномоченным по уральской промышленности. В мае 1919 был одним из руководителей съезда представителей фабрично-заводской промышленности Урала. Сотрудничал с Чрезвычайным государственным экономическим совещанием при Российском правительстве.
После поражения белого движения бежал в Омск, затем в Иркутск, а оттуда — в Харбин, где продолжал заниматься общественно-политической деятельностью. О дальнейшей судьбе сведения отсутствуют.
Павел Васильевич Иванов умер 12 июня 1932 года в городе Харбине Особого района Восточных провинций Маньчжоу-Го, ныне город — административный центр провинции Хэйлунцзян Китайской Народной Республики.

## Награды
Правительством были пожалованы орден святого Станислава III степени и звание коммерции советника.